# Стрельба в Монтерей-Парке
21 января 2023 года в Монтерей-Парке, штат Калифорния, США, произошла массовая стрельба. Сообщается о множестве пострадавших, несколько человек госпитализированы. Стрельба произошла во время празднования китайского Нового года в городе, который считается одним из крупнейших в регионе. Сообщается, что ранее в тот же день мероприятие посетили десятки тысяч человек.
По данным на 22 января, число погибших в результате стрельбы — по меньшей мере 10 человек, ещё 10 получили ранения.
По уточнённым данным, погибли 10 человек, а ранения получили 16 человек.

## Ход событий
По данным, полученным СМИ, мужчина открыл  стрельбу в танцевальной студии в 22:22 вечером 21 января (09:22 22 января по московскому времени).
По имеющимся данным, основанным на показаниях  очевидцев, у нападавшего был при себе автомат, а также магазины с патронами.
Подозреваемым оказался 72-летний мужчина, который покончил с собой, когда полицейские попытались его задержать. Это произошло примерно через 12 часов после стрельбы, которую он устроил.
Мотив преступления полицейским не удалось установить до задержания подозреваемого.